# أنجيلو سيلي
أنجيلو سيلي (25 مارس 1857 -2 نوفمبر 1914) كان طبيبا ايطاليا، وأخصائي صحة وعالم طفيليات وفاعل خير معروفا بعمله الرائد في مجال دراسة طفيلي الملاريا ومكافحة الملاريا. كان أستاذا في الصحة في جامعة باليرمو، ثم في جامعة روما سابينزا. أسس معهد باستور في إيطاليا. وقد أسس مع زوجته آنا فراينزل عددا من المدارس الطبية في كامبانجا الرومانية ووعددا من المستوصفات في روما. قام هو وإيتوري ماركيافافا بوصف الطفيلي الأولي الذي تسبب في الملاريا بشكل صحيح وأعطاها الاسم العلمي (بلاسموديوم) في عام 1885. وبفهم طبيعة الملاريا كان من أوائل العلماء الذين أيدوا وعملوا على إبادة الحشرات للوقاية من الأمراض المعدية. انتخب في المجلس الأعلى في مملكة إيطاليا عام 1892.

## السيرة الذاتية
تخرج انجيلو من كلية الطب عام 1878 من جامعة روما سابينزا. والتحق بقسم الامراض كمساعد لتوماسي-كروديلي. في عام 1886 تم تعيينه استاذا للصحة في جامعة باليرمو. أسس معهد باستور في باليرمو عام 1887. وعاد إلى جامعة روما في عام  1888 حيث عمل حتى يومه الأخير.
تزوج سيلي من ممرضة ألمانية تدعى آنا فراينتزل(مواليد 1878) والتي اشتهرت بخدماتها الصحية التطوعية خلال الحرب العالمية الأولى. التقيا في هامبورغ حيث كان سيلي في زيارة مهنية. تزوجا في عام 1889. وعملا معا في روما توفي سيلي في عام 1914, وتوفيت زوجته آنا في عام 1958. وكلاهما مدفونان في مقبرة فراسكاتي.

## الإنجازات
في عام 1980 قام سيلي مع ايتوري ماركيافافا بدراسة الحيوان الاولي الذي اكتشفه شارل لافران في دم مرضى الملاريا بعد ذلك تبين ان هذا الحيوان الاولي العامل المسبب للملاريا.وقام بدراسة الخصائص البيولوجية وطريقة تطور بلاسموديوم الملاريا لسنوات بعد ذلك حيث عمل مع ايتوري ماركيافافا، واميكو بيجنامي, وجيوفاني باتيستا غراسي وجيوسيبي باستانيلي. وكانوا أول من استخدم التلطيخ السليم (مع ازرق الميثيلين) لتحديد طفيليات الملاريا كجزيئات مميزة زرقاء اللون في خلايا الدم. وأظهروا أن الطفيليات تعيش داخل خلايا الدم، وأنهم ينقسمون عن طريق الانقسام البسيط (انقسام ثنائي). وكانوا أول من أدرك مراحل عديدة من تطور طفيل الملاريا في جسم الإنسان.وفي عام 1885 أطلقوا على الكائنات الحية الدقيقة الجديدة اسم(بلاسموديوم). ساعدت أعمالهم على التمييز بين أنواع مختلفة من الملاريا كنتيجة للإصابة بأنواع مختلفة من البلاسموديوم.
اشتهر أنجيلو سيلي في روما(بتمثال من الرخام له في “مكتبة معهد النظافة “ “ج.سانتاريلي” في المدينة الجامعية بالقرب من بينسيو) لانجازاته كطبيب صحي وعالم اجتماع ونائب برلماني. بعد تشكيل”دولة الكينين” (وهي منظمة حكومية تتحكم في أسعار الأدوية، وتمنع بيع الأدوية الممنوعة أو المقلدة ومطاردة ومقاضاة المضاربين), وتأكد من أنها تنطبق على أدوية الملاريا. وسرعان ما تم توفير الأدوية مجانا للفقراء.
في ذلك الوقت كانت سبخات بونتين والأراضي الرطبة في توسكانا مثل مارياما وبازيليكاتا مناطق ينتشر فيها مرض الملاريا. أكد فرانسيسكو سافيريو ان أتيلا  كمثال بقي مهجورا حتى اعتماد القوانين التي اقرتها “دولة الكينين” نظرا لأن السكان كانوا أميين وكان لديهم موقف قاتل اتجاه الملاريا وقد أسس “مدارس للفلاحين في أجرو رومانو(مساحات شاسعة من الأراضي حول روما) وفي أهوار بونتين(لتعليمهم إعلامهم) وهذا المخطط تم تبنيه فيما بعد من قبل الأرجنتين واليونان.
الإنجازات العلمية والاجتماعية لسيلي أدت إلى تلقيه دكتوراه فخرية من جامعة أثينا والجمعية الملكية لتعزيز الصحة في لندن وقد حصل سيلي على ميدالية ماري كينغسلي من كلية ليفربول للطب الخاص بالمناطق الحارة.
على الرغم من أن سجلات سيلي محفوظة في كلية الطب التجريبي وعلم الأمراض في جامعة روما سابينزا،وبعض الرسائل والوثائق التي تثبت انخراط سيلي المستمر لصالح الرعاية الصحية العامة وشغفه كباحث ومدرس النظافة في مكتبة متحف جاليليو في فلورنسا.

## الأعمال
- تعتبر موادنا الغذائية وسيلة استزراع الجراثيم المسببة للأمراض، روما،1888.
- السنة الأولى من حياة محطة أرانب باليرمو، روما، 1888.
- ملاريا الأبقار في الريف الروماني، روما، 1897.
- عمل الطبيب في مكافحة الملاريا، نابولي،1904.
- تاريخ الملاريا في كامبانجا الرومانيى ة من العصور القديمة، لندن، جون بيل، سونز دانييبسون(1933).